# Janine Pietsch
Janine Pietsch (* 30. Juni 1982 in Berlin) ist eine deutsche Schwimmerin. Ihr Heimatverein ist der SC Delphin Ingolstadt und derzeit trainiert sie die Nachwuchsmannschaft der SG Stadtwerke München.

## Werdegang
Ihre ersten Erfolge feierte sie 1997/98 bei den Junioreneuropameisterschaften in der Freistildisziplin. In den folgenden Jahren gewann sie auch bei Deutschen Kurzbahnmeisterschaften einige Titel über die Distanzen 50 und 100 m. Durch zwei Weltcup-Erfolge im Jahr 2001 wurde deutlich, dass das Rückenschwimmen auf den kurzen Strecken ihre Spezialdisziplin ist. Bei den Deutschen Kurzbahnmeisterschaften 2003 belegte sie jedoch auch im Schmetterlingstil und über 100 m Lagen den ersten Platz.
Ein Jahr später qualifizierte sie sich mit zwei deutschen Meistertiteln über 50 und 100 m Rücken für die Olympischen Spiele 2004 in Athen.
In den Blickpunkt der Öffentlichkeit gelangte sie im Mai 2005, als sie bei den 117. Deutschen Schwimmmeisterschaften in Berlin überraschend einen neuen Weltrekord über 50 m Rücken aufstellte. Mit ihrer Bestzeit von 28,19 Sekunden galt sie als aussichtsreiche Kandidatin für eine Medaille bei den Weltmeisterschaften 2005 in Montreal, bei der sie allerdings nur den sechsten Platz in dieser Disziplin belegte. Ihr Weltrekord wurde erst knapp zwei Jahre später von der US-amerikanischen Schwimmerin Leila Vaziri bei den Schwimmweltmeisterschaften 2007 in Melbourne gebrochen.
Der internationale Durchbruch gelang ihr bei den Kurzbahnweltmeisterschaften 2006 in Shanghai, bei denen sie in neuer deutscher Rekordzeit von 58,02 Sekunden über 100 m Rücken den Weltmeistertitel errang. Nur drei Tage später untermauerte sie im Rahmen desselben Wettbewerbs ihren Führungsanspruch im Rückenstil auf der 50-m-Strecke mit einem neuen Europarekord (27,00 Sekunden) und ihrem zweiten Weltmeistertitel. Bei den Schwimmeuropameisterschaften 2006 in Budapest schwamm sie zu ihrem ersten Europameistertitel über 50 m Rücken. Außerdem gewann sie Bronze über 100 m Rücken.
Im November 2008 gab sie bekannt, an Brustkrebs erkrankt zu sein. Diesen konnte Janine Pietsch erfolgreich bekämpfen.
Für ihren offenen Umgang mit der Krankheit wurde Janine Pietsch 2009 mit dem Jetzt-erst-recht-Preis in Bayern ausgezeichnet, zusätzlich wurde sie 2010 für ihr medizinisches Engagement mit dem Health Media Award geehrt.

## Rekorde
| Deutsche Rekorde (2)                                          | Deutsche Rekorde (2) | Deutsche Rekorde (2) | Deutsche Rekorde (2) |
| ------------------------------------------------------------- | -------------------- | -------------------- | -------------------- |
| 100 m Rücken (Kurzbahn)                                       | 00:58,02 min         | 6. April 2006        | Shanghai             |
| 4 × 50 m Lagen (Kurzbahn) (mit Schäfer, Mehlhorn und Steffen) | 01:46,67 min         | 15. Dezember 2007    | Debrecen             |
| (Stand: 15. Juni 2009)                                        |                      |                      |                      |